# پالمو (کالیفرنیا)
پالمو (به انگلیسی: Palmo) یک منطقهٔ مسکونی در ایالات متحده آمریکا است که در شهرستان کرن، کالیفرنیا واقع شده‌است. پالمو ۱۰۳ متر بالاتر از سطح دریا واقع شده‌است.